# اچ‌ام‌وی‌اس لانزدیل
اچ‌ام‌وی‌اس لانزدیل (به انگلیسی: HMVS Lonsdale) یک کشتی است که طول آن ۶۷ فوت (۲۰ متر) می‌باشد. این کشتی در سال ۱۸۸۲ ساخته شد.